# Hochdachkombi

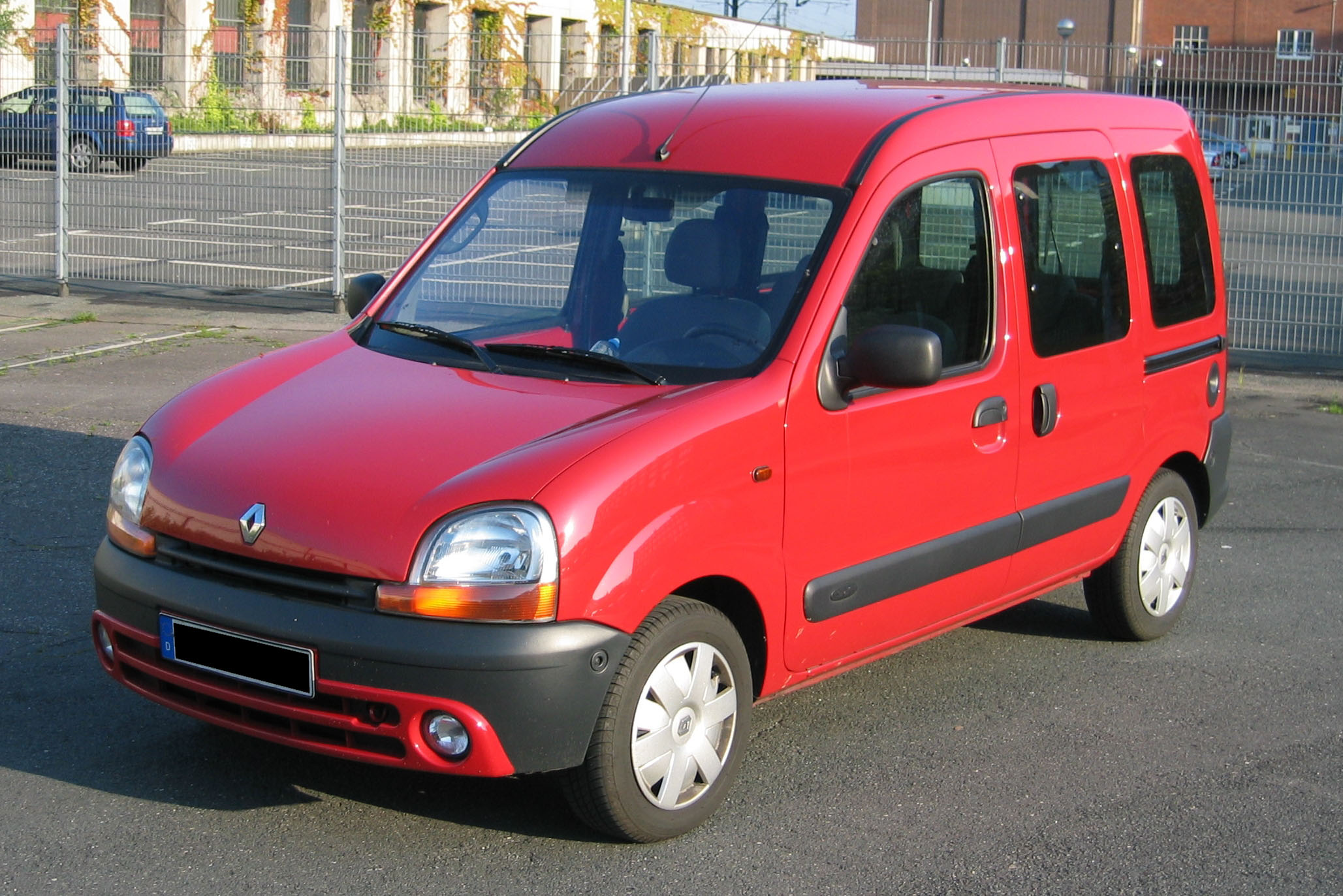
Typischer Hochdachkombi: Renault Kangoo – die Form ergibt sich aus der Funktion

Ein Hochdachkombi ist ein PKW mit überdurchschnittlicher Innenraumhöhe, der vom Konzept des Kleintransporters ausgehend zur Personenbeförderung entwickelt wurde. Der Begriff wird heute für die Fahrzeugklasse verwendet, die 1996 durch den Citroën Berlingo geschaffen wurde und hauptsächlich in Europa vertreten ist.

## Allgemeines
Bei einer der Kompaktklasse entsprechenden Grundfläche haben Hochdachkombis eine Dachhöhe von 1,7 bis 1,9 m, eine Innenhöhe von 1,0 bis 1,2 m und ein daraus resultierendes Ladevolumen von 2,5 m³ bis 4,0 m³. Weitere Gemeinsamkeiten sind ein oder zwei Schiebetüren für die hinteren Passagiere und eine senkrechte Heckklappe oder Hecktüren. Zielgruppe sind vor allem junge Familien, da die Fahrzeuge preisgünstig sind und beispielsweise ein Kinderwagen ohne Zusammenklappen in den Kofferraum gestellt werden kann. Bei den meisten Hochdachkombis besteht zudem die Möglichkeit, drei Kindersitze im Fond unterzubringen.

## Abgrenzung
Anders als Vans bauen Hochdachkombis konstruktiv auf das Konzept eines Kleintransporters auf. Sie entsprechen konzeptionell daher eher den Anforderungen eines Nutzfahrzeugs, sind jedoch auf die Personenbeförderung abgestimmt. Die Karosserie ist vollverglast; sie weisen eine komfortablere Ausstattung, teilweise geringere Nutzlast und stets eine zweite Sitzreihe auf. Zur Unterscheidung vom Nutzfahrzeug tragen die Hochdachkombis oft einen Zusatz in der Modellbezeichnung, beispielsweise Opel Combo Tour oder VW Caddy Life. Die meisten Hochdachkombis sind in der entsprechenden Nutzfahrzeug-Variante als Kastenwagen ausgeführt, es gibt mitunter auch abgeleitete Pritschen, etwa vom Fiat Doblo. Nur von wenigen Hochdachkombi-Modellen gibt es keine dazugehörige Nutzfahrzeug-Variante, dies ist etwa beim Mercedes Vaneo der Fall. Von größeren Kleintransportern abgeleitete Kombis mit mehr als zwei Sitzreihen werden in der Regel als Kleinbus bezeichnet, während Modelle ohne Hochdach Kombi genannt werden.
Frühere Varianten wie der Opel Combo B, Seat Inca oder Renault Rapid sind in ihren PKW-Versionen umgewandelte Kastenwagen, die keine seitlichen Türen besitzen. Sie werden nicht als Hochdachkombis geführt.

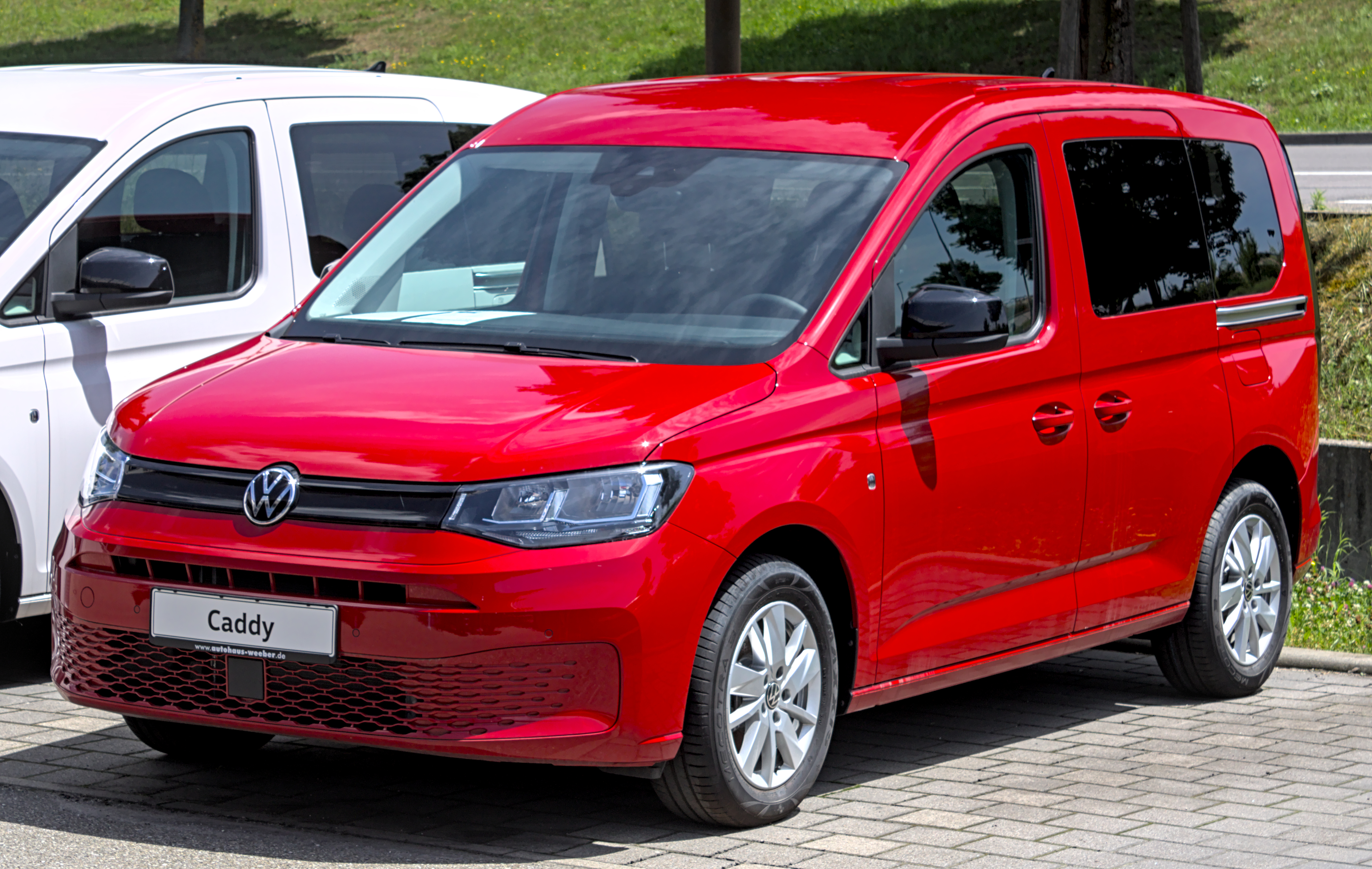
Volkswagen Caddy als Pkw
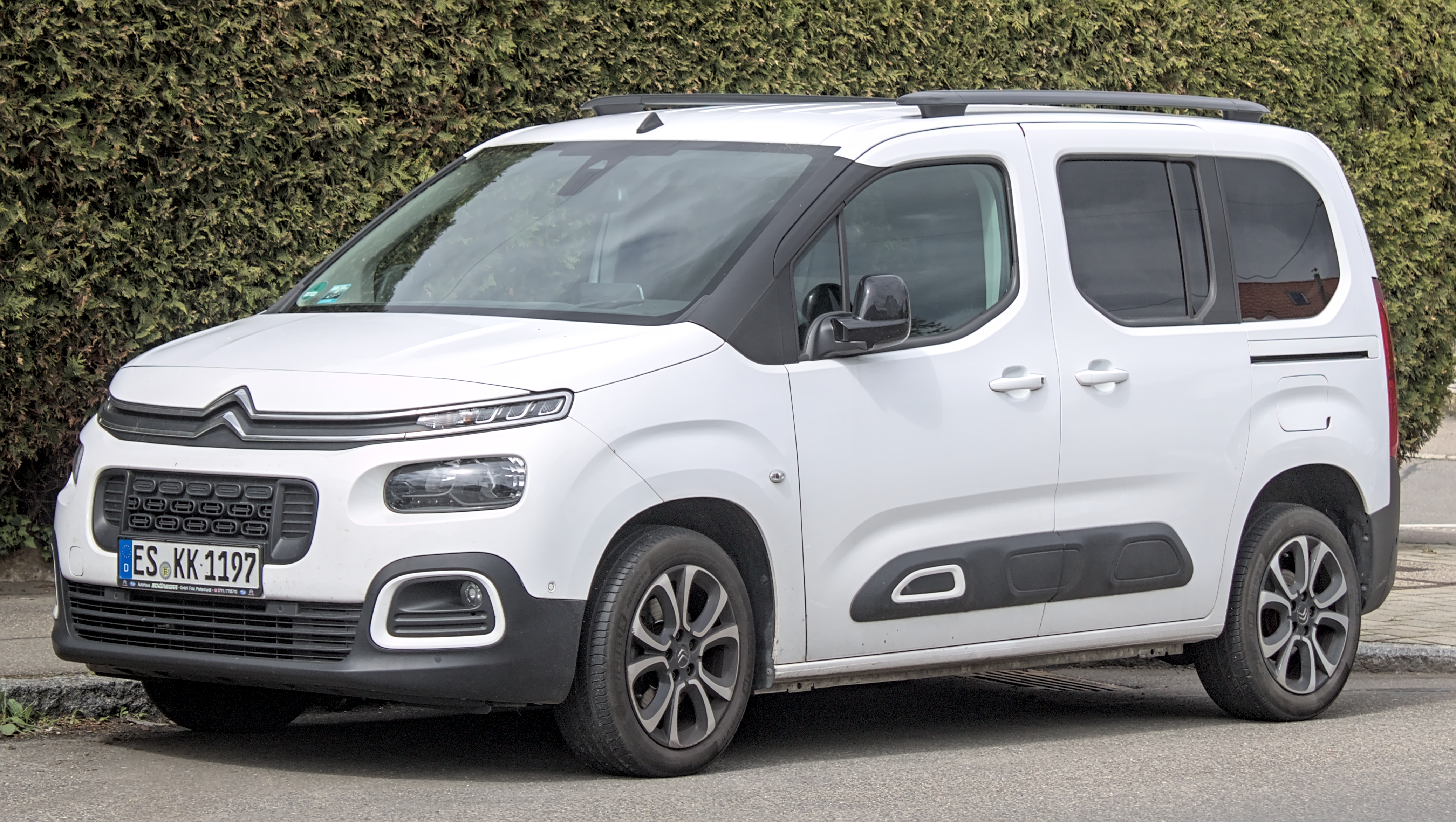
Citroën Berlingo, 2018
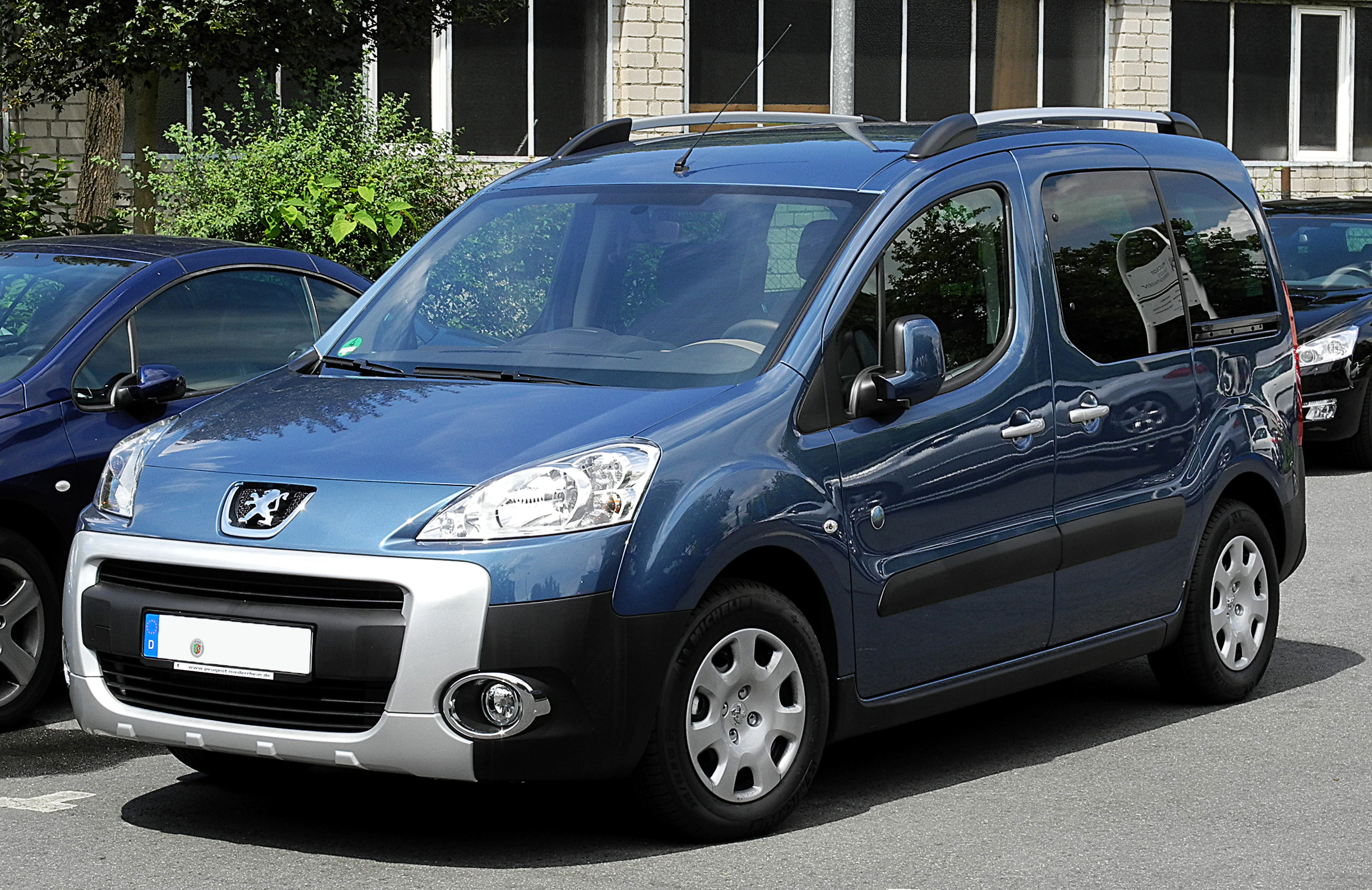
Peugeot Partner II, 2008
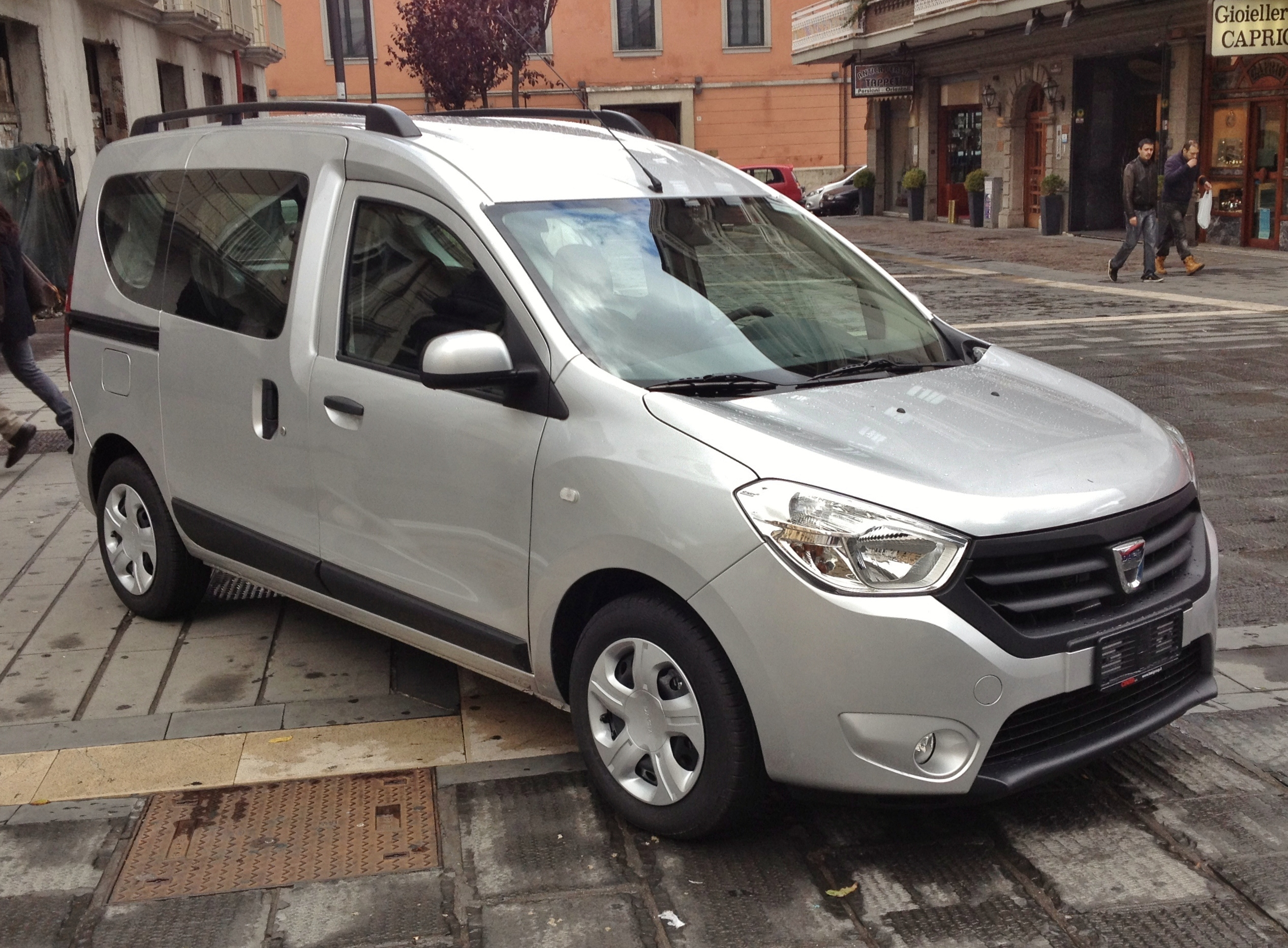
Dacia Dokker, 2012
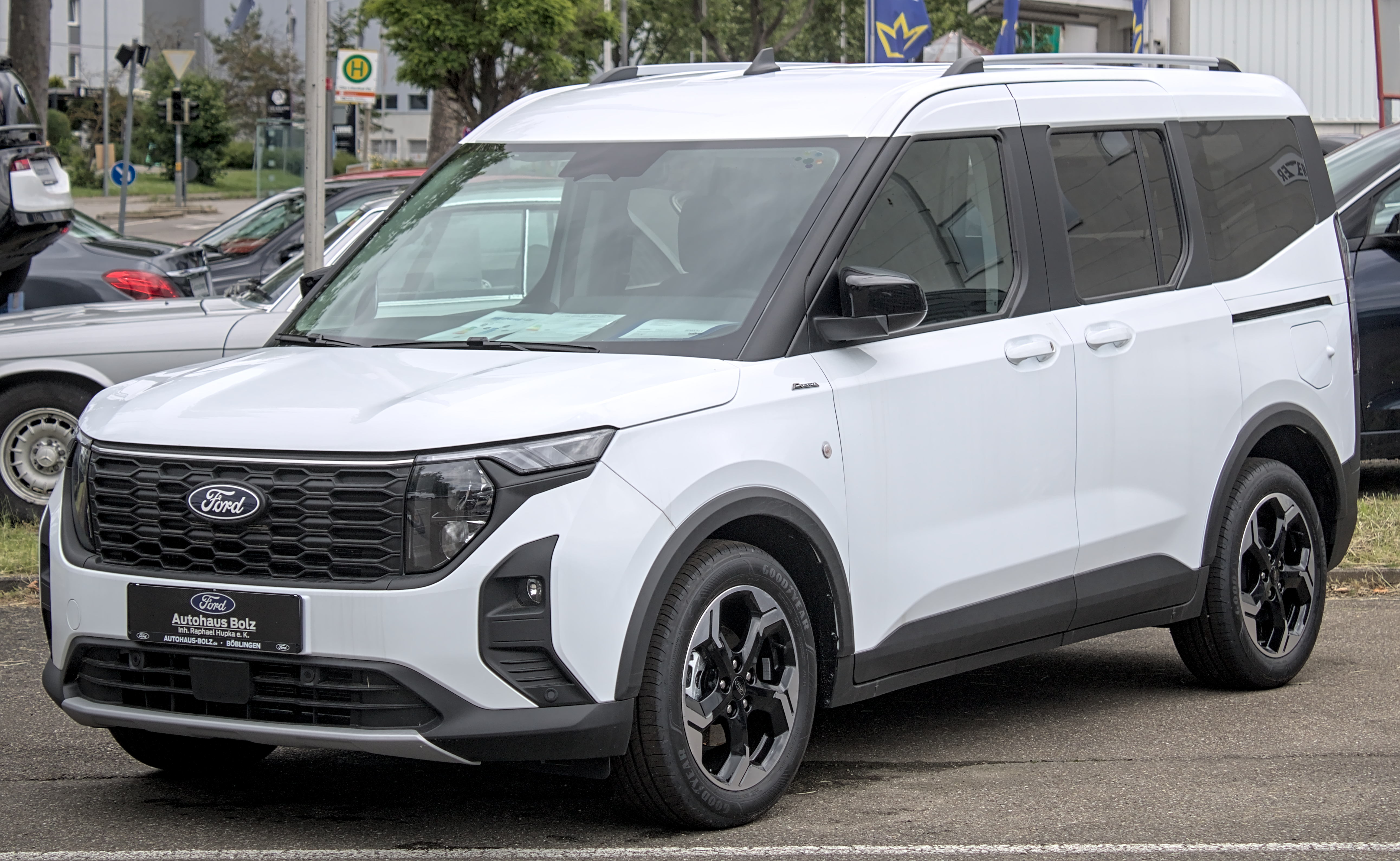
Ford Tourneo Courier, 2023
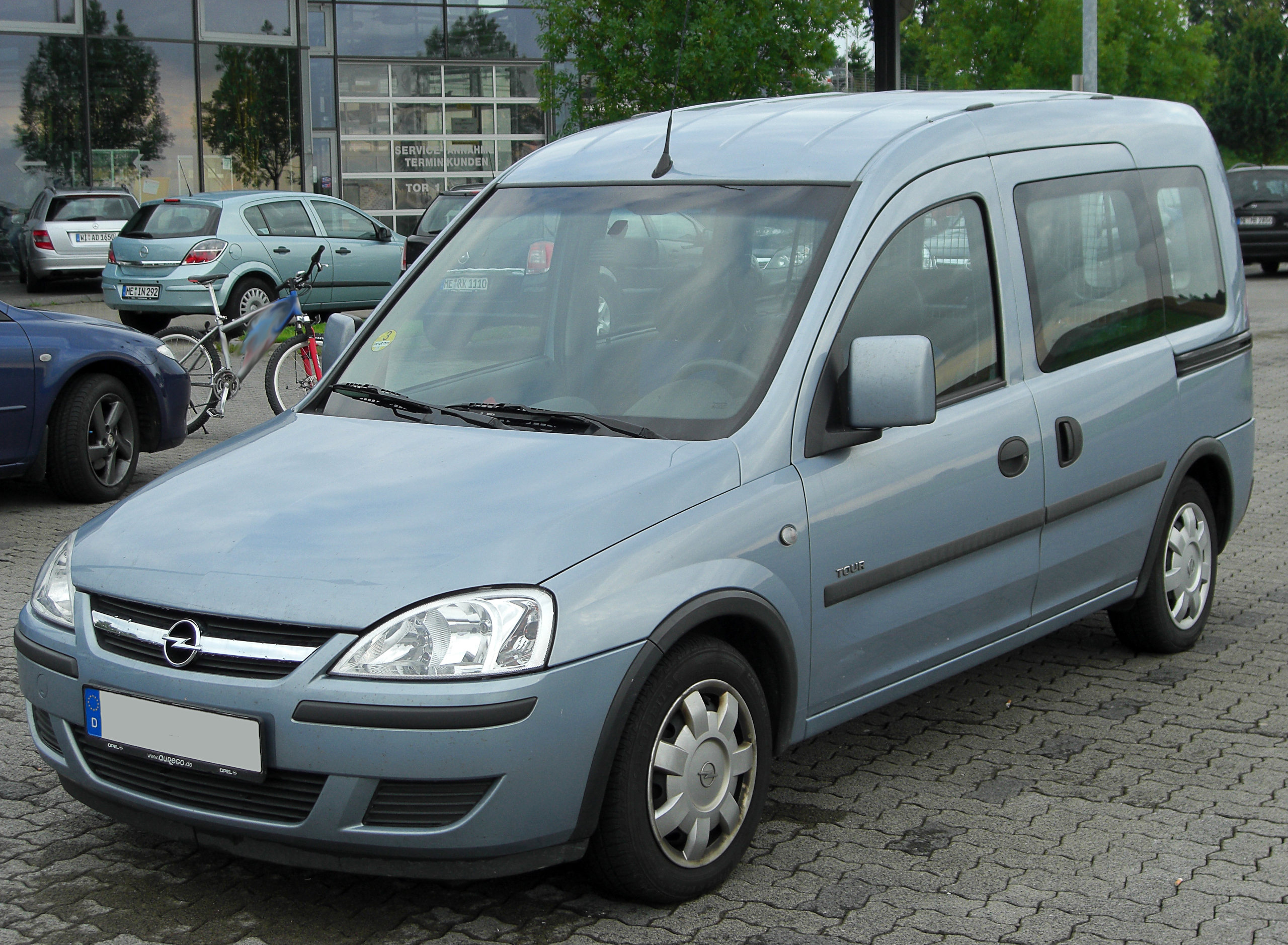
Opel Combo Tour (2003–2010)
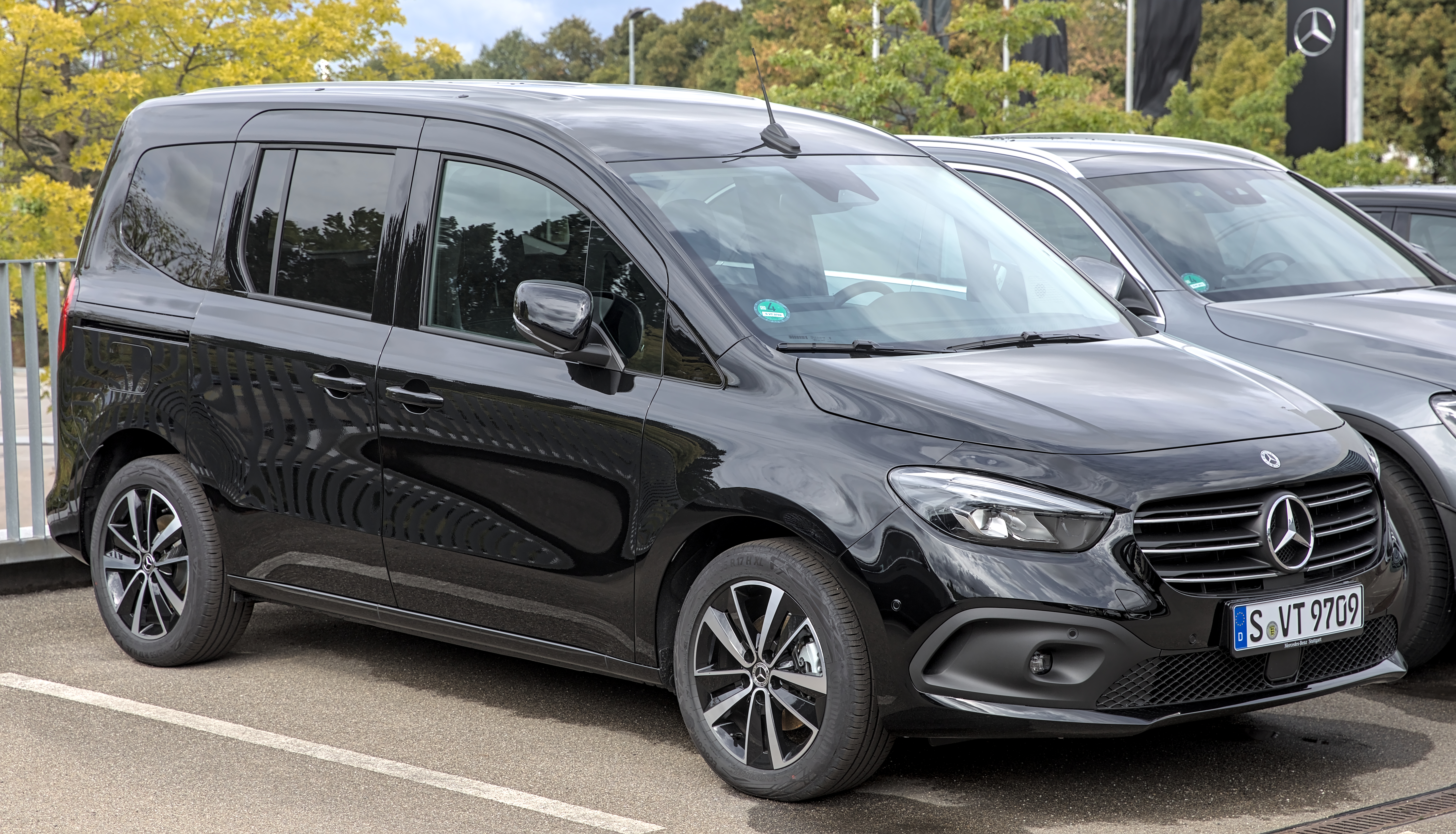
Mercedes-Benz T-Klasse, 2022
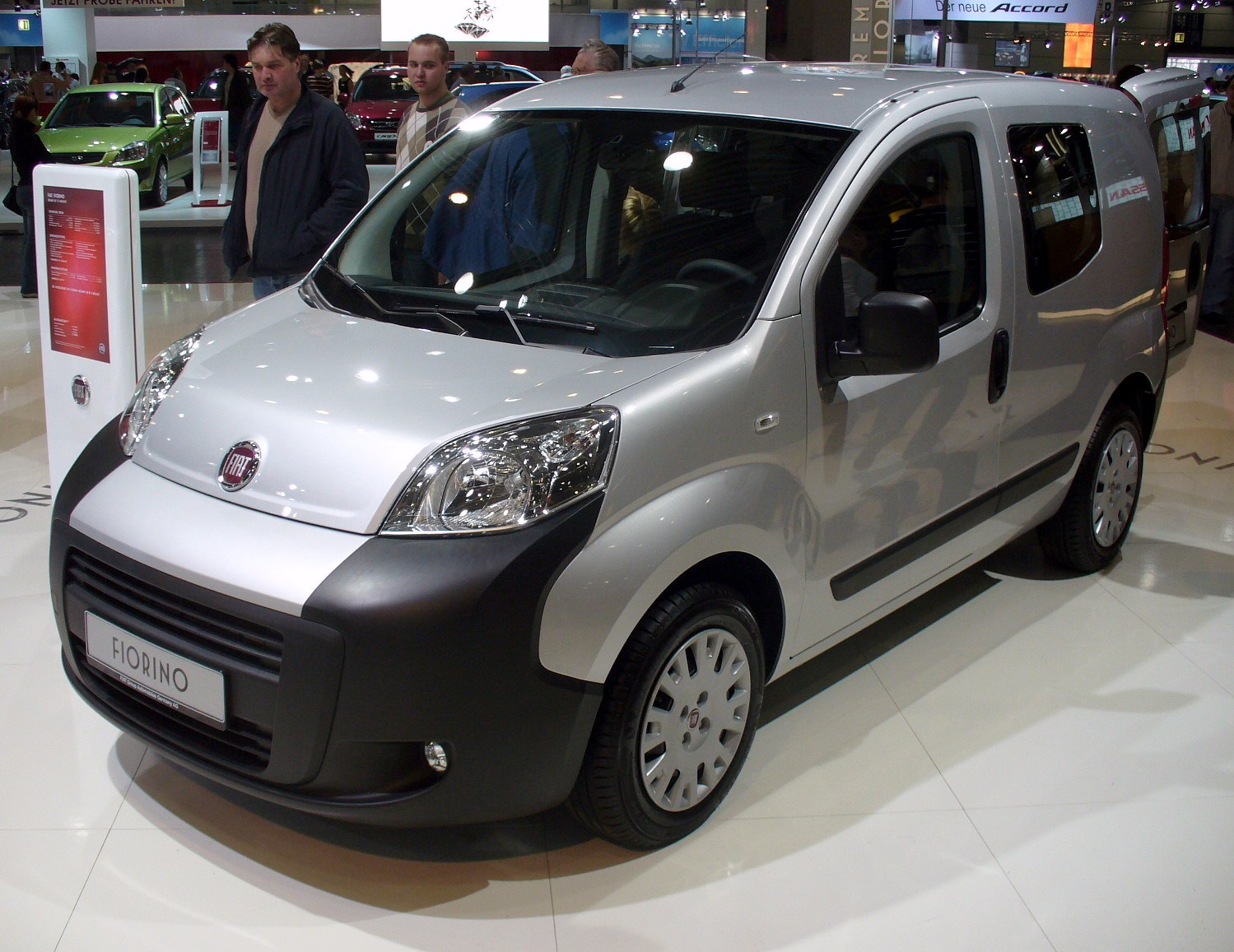
Fiat Fiorino Kombi,
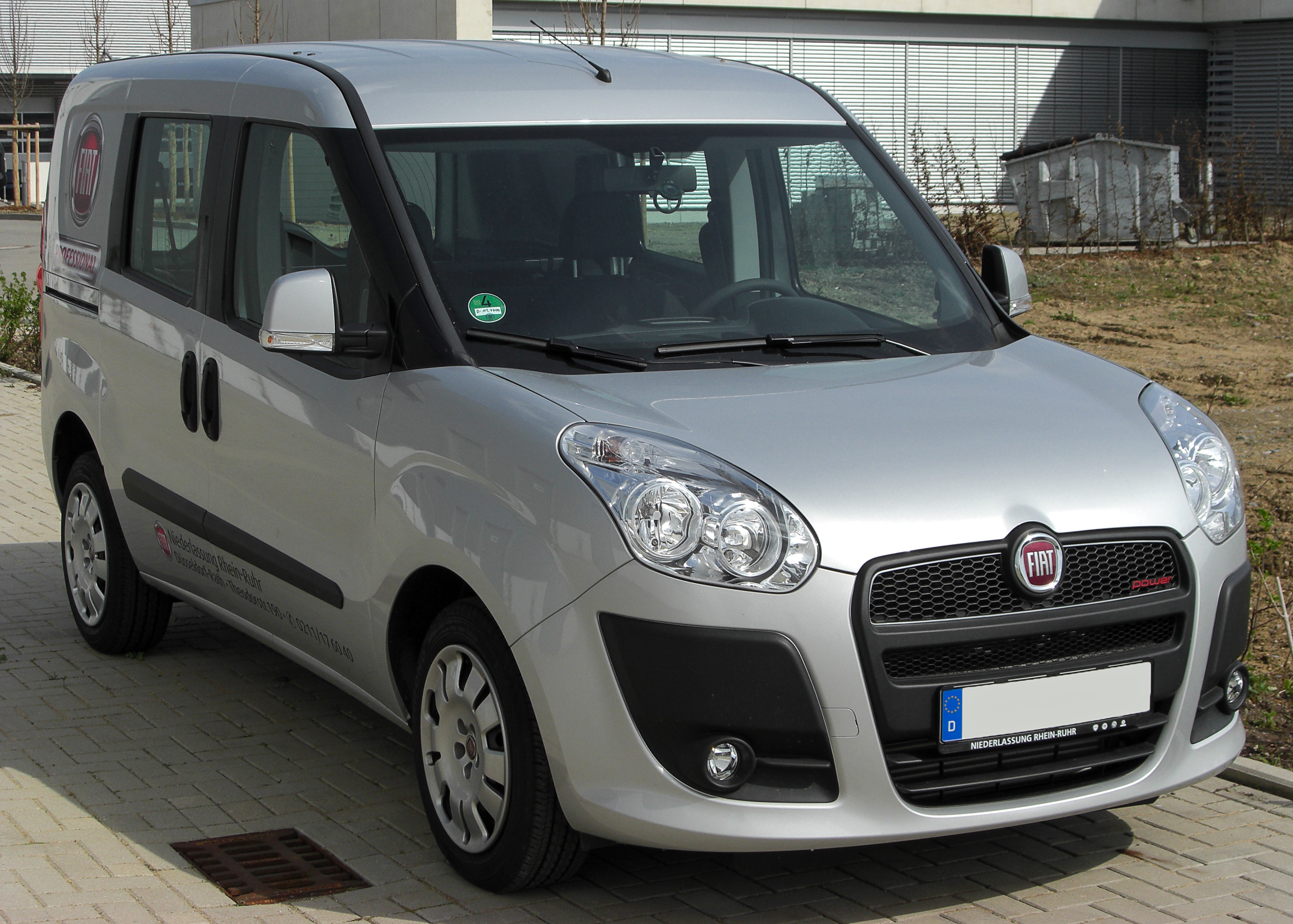
Fiat Doblo II
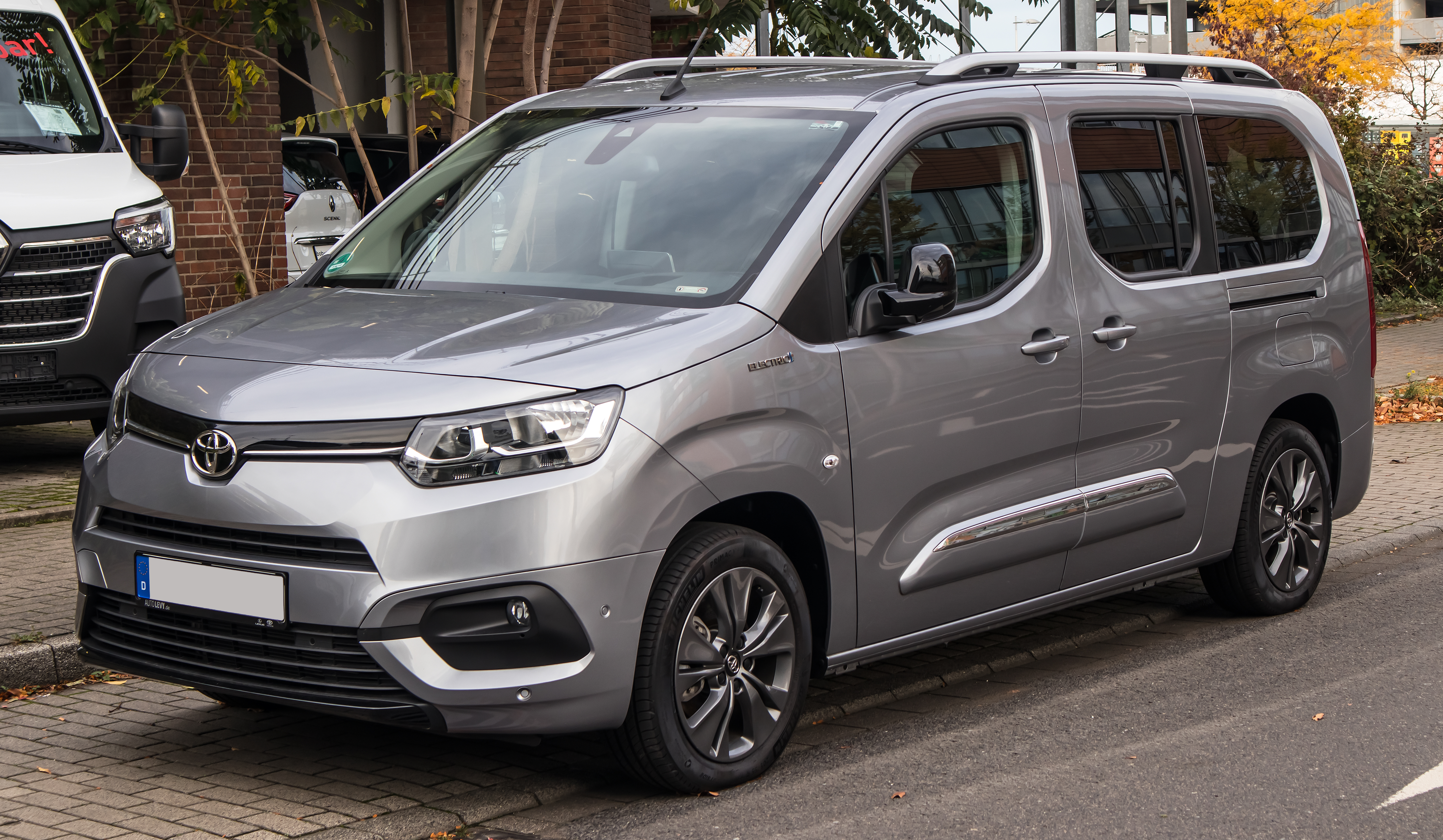
Toyota Proace City Verso L2 Electric, 2023

## Modelle

### Vertreter mit Fahrzeughöhe zwischen 1,65 m und 1,80 m
Mit dem Trio um den Peugeot Bipper wurde ab 2008 die Klasse der Hochdachkombis in der Höhe nach unten ausgedehnt, seitdem die ersten Hochdachkombis dieser Hersteller in der zweiten Generation stark gewachsen sind. Trotzdem haben diese Modelle durch ihre Breite von ca. 1,65 m ein Ladevolumen von 2,5 Kubikmetern (bzw. 2,8 Kubikmetern mit eingeklapptem Beifahrersitz). Ford erweiterte seine Transit-Reihe durch den Courier ebenfalls nach unten.
- Škoda Roomster
- Peugeot Bipper, weitgehend baugleich mit Fiat Fiorino/Qubo und Citroën Nemo
- Ford Transit Courier / Ford Tourneo Courier

### Vertreter mit Fahrzeughöhe zwischen 1,80 m und 1,90 m
Diese Größenklasse umfasst die ersten und typischsten Vertreter der Hochdachkombis.
- Citroën Berlingo, weitgehend baugleich mit Peugeot Partner, Peugeot Rifter, Opel Combo E, Fiat Doblo 9K (ab 2022) und Toyota Proace City
- Fiat Doblò, auch bauähnlich als Opel Combo D (bis 2018/2022)
- Ford Transit Connect/Tourneo Connect, ab 2022 weitgehend baugleich mit VW Caddy
- Mercedes-Benz Vaneo
- Opel Combo (ab Generation „C“), der auch unter anderen Markennamen von GM angeboten wird, ab Combo D als Plattformbruder des Fiat Doblò (bis 2018)
- Renault Kangoo I, weitgehend baugleich mit dem von 2004 bis 2009 angebotenen Nissan Kubistar
- Renault Kangoo II, auch weitgehend baugleich mit dem Nissan NV250 bzw. Mercedes-Benz Citan
- Renault Kangoo III, auch weitgehend baugleich mit der Mercedes T-Klasse bzw. dem Nissan Townstar
- Dacia Dokker
- VW Caddy, seit 2022 weitgehend baugleich mit Ford Transit Connect

## Angrenzende Modelle
Hochdachkombis mit größeren Abmessungen weisen oft mehr als zwei Sitzreihen auf und bilden den Übergang zu Kleinbussen. Dies sind meist Modelle ab 4 Kubikmeter Ladevolumen wie z. B. die Modelle:
- Peugeot Expert, weitgehend baugleich mit Fiat Scudo und Citroën Jumpy
- Nissan NV200

Im unteren Grenzbereich der Klasse der Hochdachkombis finden sich Kombis, die nur leicht höher sind als typische Kombis. Dazu kommen noch Microvans oder Minivans mit höherer Bauform.
- Škoda Roomster
- Dacia Logan Express
- Toyota Yaris Verso